# Est Vidéocommunication
 (mai 2021).
Si vous disposez d'ouvrages ou d'articles de référence ou si vous connaissez des sites web de qualité traitant du thème abordé ici, merci de compléter l'article en donnant les références utiles à sa vérifiabilité et en les liant à la section « Notes et références ».
Est Vidéocommunication, ou Estvidéo, est un fournisseur d'accès à Internet et de télévision par le câble dans l'Est de la France fondé en 1988. En 2009, Estvidéo devient Numericable.

## Histoire

Ancien logo

Estvidéo a été fondée en 1988 par Électricité de Strasbourg.
- 1994 : Estvidéo rachète Eurocâble.
- 1997 : Est Vidéocommunication commence à proposer Internet par le câble.
- 1998 : création d'Estel, premier opérateur régional de télécommunications en France, avec la collaboration de Swisscom.
- 1999 : passage à la télévision numérique.
- 2003 : Est Vidéocommunication devient une filiale à 95 % de la société Altice.
- 2004 : la vitesse d'Internet passe à 4 Mbit/s.
- 2005 : Internet passe à 20 Mbit/s et lancement du téléphone par câble (offre Triple play). Les numéros de téléphone débutent par « 03 69 »
- 2006 : Internet passe à 30 Mbit/s pour tous. Estvidéo entre dans le groupe Ypso ; holding regroupant Cinven et Altice.

Le 1er juillet 2009, la marque Estvidéo est remplacée par Numericable.

## Chaînes de Estvidéo
- TF1
- France 2
- France 3
- Canal+
- France 5 / Arte
- M6
- Eurosport 1
- MCM
- RTL9
- Planète+
- Canal J
- TV5 Monde
- Euronews
- Paris Première
- Histoire TV
- Mezzo
- Das Erste
- ZDF
- SWR Fernsehen BW
- Sat.1
- 3sat
- RTL Television
- ProSieben
- TMC
- TVE Internacional
- Sport1
- Deutsche Welle
- Rai 1
- CNews
- France 4 / Culturebox
- MTV